# Iglesia de los Siete Dolores
La Iglesia de los Siete Dolores (en inglés: Seven Dolors Church) es una iglesia católica en Manhattan, Kansas, Estados Unidos, y es la sede de la Parroquia de los Siete Dolores, que contiene también la Iglesia de San Patricio en Ogden. La parroquia es la más oriental de la Diócesis de Salina.
Construida en 1920, la iglesia fue introducida en el Registro Nacional de Lugares Históricos en 1995.